# Сабиров, Тахир Мухтарович
Тахир Мухтарович Сабиров (21 декабря 1929 — 31 мая 2002) — советский таджикский киноактёр, кинорежиссёр, сценарист. Член Союза кинематографистов СССР (1958). Секретарь (с 1962) и председатель (1996—1999) Союза кинематографистов Таджикистана. Народный артист Таджикской ССР (1966).

## Биография
Родился 21 декабря 1929 года в Сталинабаде.
В 1940-е годы — актёр миманса и балета Таджикского театра оперы и балета имени С. Айни.
В 1951 окончил актёрский факультет Ташкентского театрально-художественного института им. А. Н. Островского.
С 1952 — педагог таджикской студии театрального училища имени М. С. Щепкина (Москва).
В 1956 году окончил режиссёрский факультет ГИТИСа.
С 1956 — актёр и режиссёр киностудии «Таджикфильм».
Скончался 31 мая 2002 года, похоронен на кладбище «Лучоб» в Душанбе.

## Признание и награды
- Медаль «За трудовое отличие» (1957)[1]
- Народный артист Таджикской ССР (1966)
- Лауреат Государственной премии Таджикской ССР им. А. Рудаки (1980)
- Орден «Знак Почёта» (1971)
- Орден Трудового Красного Знамени (12.03.1991)
- Орден «Шараф» (1999)
- Диплом — Международного кинофестиваля стран Азии, Африки и Латинской Америки в Ташкенте (1967) за фильм «Смерть ростовщика»
- Приз — XIII Всесоюзного кинофестиваля в Душанбе (1980) за фильм «Встреча в ущелье смерти»
- Четыре главных приза — III Всесоюзного кинофестиваля фильмов-сказок в Вильнюсе (1984)
- Первая премия — Всесоюзного кинофестиваля в Москве (1984)
- Приз и диплом — Международного кинофестиваля стран Азии, Африки и Латинской Америки в Ташкенте (1986) за фильм «И еще одна ночь Шахерезады»
- Главный приз — Международного кинофестиваля в Каире (1987) «Золотой меч Дамаска» за цикл фильмов по сказкам «1001 ночь»
- Приз и диплом — Всесоюзного кинофестиваля «Сказка» в Москве (1988) за фильм «Новые сказки Шахерезады»[2].

## Фильмография
| 1955 | Дорога                                      |           |           | зелёная ✓ | Таги Мухтаров, шофёр                                          |
| 1956 | Дохунда                                     |           |           | зелёная ✓ | Ёдгор, главная роль, батрак по прозванию «Дохунда» (нищий)    |
| 1957 | Неповторимая весна                          |           |           | зелёная ✓ | Сахат                                                         |
| 1957 | Я встретил девушку                          |           |           | зелёная ✓ | Алим, руководитель художественной самодеятельности            |
| 1959 | Сыну пора жениться                          | зелёная ✓ |           |           |                                                               |
| 1959 | Насреддин в Ходженте, или очарованный принц |           |           | зелёная ✓ | очарованный принц                                             |
| 1962 | Одержимые                                   | зелёная ✓ |           |           |                                                               |
| 1963 | Шахсенем и Гариб                            | зелёная ✓ |           |           |                                                               |
| 1966 | Смерть ростовщика                           | зелёная ✓ |           |           |                                                               |
| 1967 | Измена                                      | зелёная ✓ | зелёная ✓ |           |                                                               |
| 1969 | Разоблачение                                | зелёная ✓ |           |           |                                                               |
| 1970 | Взлётная полоса                             | зелёная ✓ |           |           |                                                               |
| 1972 | Ураган в долине                             | зелёная ✓ |           |           |                                                               |
| 1974 | Кто был ничем...                            | зелёная ✓ |           |           |                                                               |
| 1975 | Тот станет всем                             | зелёная ✓ |           |           |                                                               |
| 1978 | Женщина издалека                            | зелёная ✓ |           |           |                                                               |
| 1979 | Лошади под луной                            |           |           | зелёная ✓ | Устокалон                                                     |
| 1980 | Встреча в ущелье смерти                     | зелёная ✓ |           | зелёная ✓ | Насимбек                                                      |
| 1980 | Апрельские сны                              |           |           | зелёная ✓ | Хасанов, таксидермист                                         |
| 1981 | Мир вашему дому                             | зелёная ✓ |           | зелёная ✓ | Рустам-Бек                                                    |
| 1983 | Приключения маленького Мука                 |           |           | зелёная ✓ | судья (в озвучке Сергея Малишевского, в вокале Гарри Бардина) |
| 1984 | И ещё одна ночь Шахерезады...               | зелёная ✓ | зелёная ✓ | зелёная ✓ | калиф Шахрияр (главная роль)                                  |
| 1986 | Новые сказки Шахерезады                     | зелёная ✓ | зелёная ✓ | зелёная ✓ | калиф Шахрияр (главная роль)                                  |
| 1987 | Последняя ночь Шахерезады                   | зелёная ✓ | зелёная ✓ | зелёная ✓ | калиф Шахрияр (главная роль)                                  |
| 1990 | Откровение Ивана Ефремова                   |           |           | зелёная ✓ | гуру                                                          |
| 1991 | Слёзы и меч                                 | .         | .         |           |                                                               |